# VinFast VF 8
VinFast VF 8 (раніше називався VinFast VF e35 і VinFast VF32) — це електричний кросовер середнього розміру з акумулятором, який виробляє та продає VinFast з Vingroup з 2022 року. 

## Історія

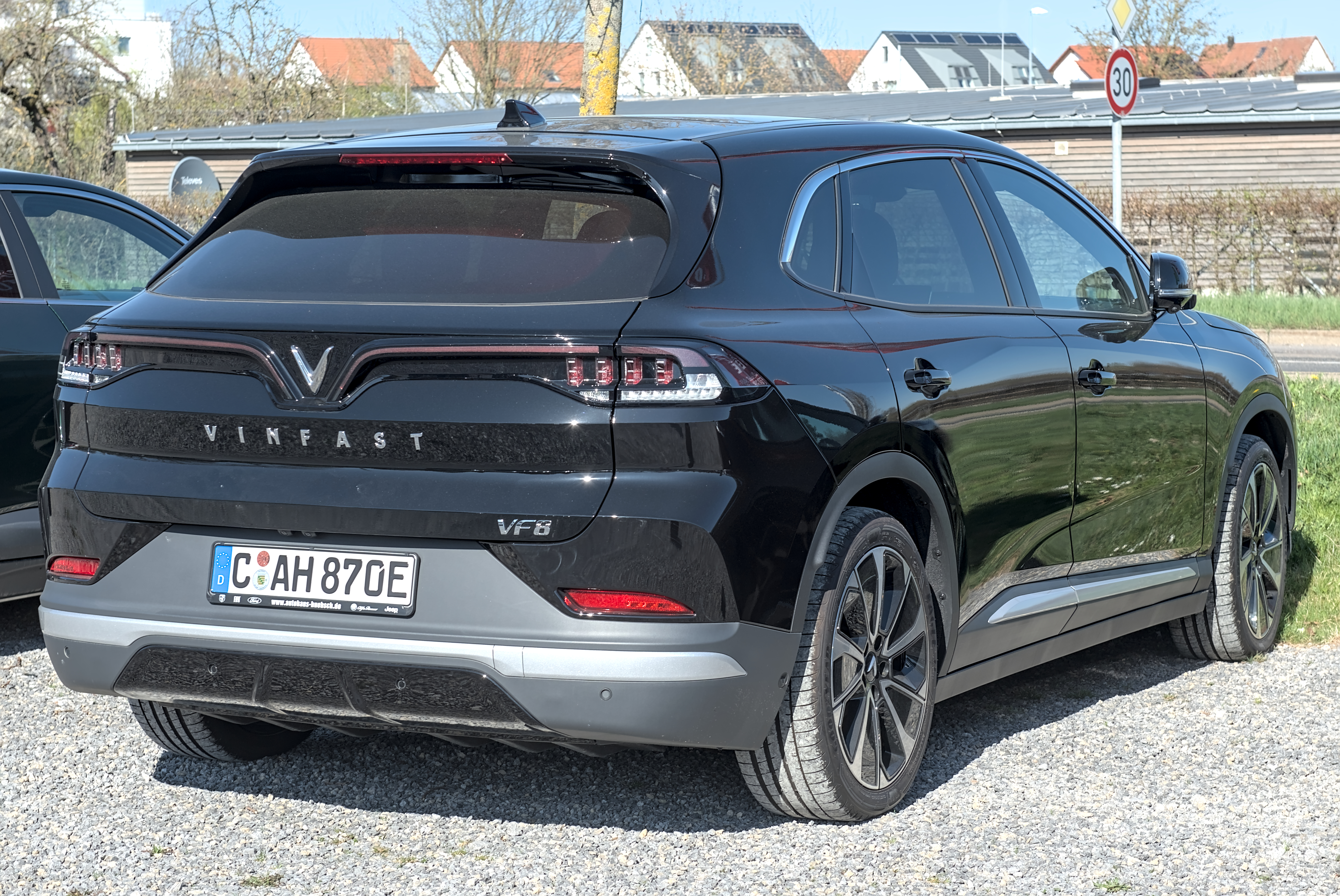

Модель VF 8 дебютувала в другій половині січня 2022 року в лінійці електромобілів в’єтнамського автовиробника VinFast, що також стало прелюдією до запланованої експансії на глобальні ринки.  VinFast відкрив замовлення на VF 8 у січні 2022 року на внутрішньому в’єтнамському ринку з першими поставками 100 в’єтнамським клієнтам 10 вересня 2022 року. 
У Сполучених Штатах VinFast відкрив шість дилерських центрів у Каліфорнії 14 липня 2022 року, демонструючи як VF 8, так і VF 9 , поставки яких заплановано на осінь 2022 року.  Складальний завод у окрузі Чатем, штат Північна Кароліна, відкрився влітку 2023 року. виробництво VF7, VF8 і VF9 планується розпочати з 2025 року. 

## Дизайн

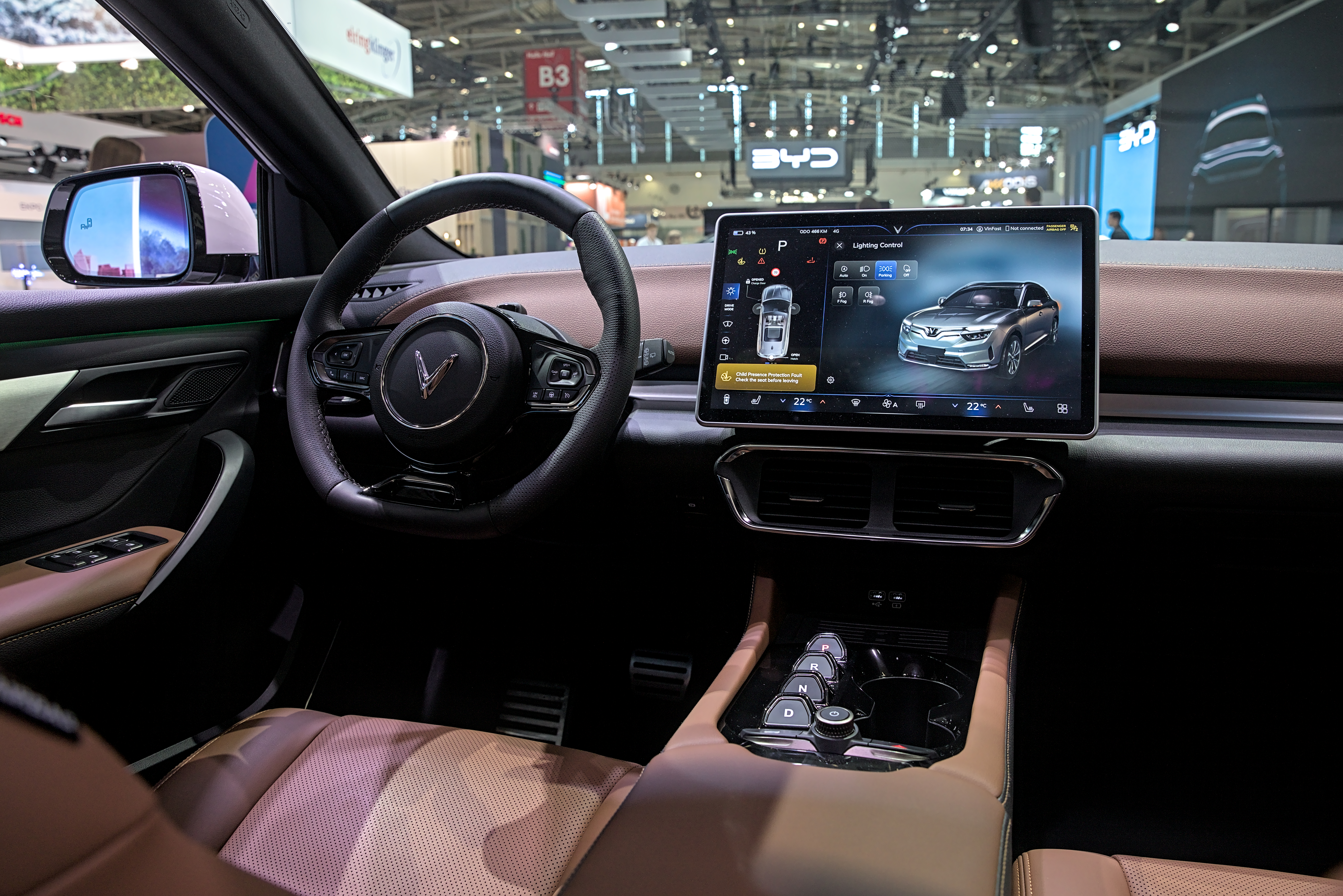

VF 8 — кросовер із круглими пропорціями, що поєднує хромовані орнаменти з подвійною смугою фар у передній частині кузова. Вузькі світлодіодні денні ходові вогні розділені хромованою планкою, під якою розташовані інші фари.  Автомобіль був стилізований Pininfarina ; Команду дизайнерів VinFast очолив режисер Девід Лайон. 

### Інтер'єр
Приладова панель має двоколірне естетичне оформлення з перемикачами режимів руху в центральному тунелі, а також великим сенсорним дисплеєм мультимедійної системи.  Традиційну панель приладів замінено центральним мультимедійним екраном і проекційним дисплеєм на лобовому склі. 

### Трансмісія
VF 8 доступний з декількома тяговими двигунами. У Сполучених Штатах VF 8 має систему повного приводу з подвійним двигуном із потужністю 348 к.с. (260 кВт) і 368 фунт-футів (499 Н⋅м) (модель «Eco»). або 402 к.с. (300 кВт) і 457 фунт⋅футів (620 Н⋅м) («Плюс»).   
У В’єтнамі VF 8 також доступний у варіанті з одним двигуном і переднім приводом, потужністю 201 к.с. (150 кВт) і 320 Н·м. 
Перші батареї, використані у VF 8, були від Samsung SDI.    
VinFast планує додати власну фабрику з виробництва акумуляторів до серпня 2022 року. Обидві моделі «Eco» і «Plus» доступні з одним із двох варіантів тягових акумуляторів: «стандартний діапазон» з потужністю 82 кВт. година використання, або «розширений діапазон», з 87,7 кВт-год корисної потужності (90 кВт-год брутто).    
 Розрахункова дальність залежить від комбінації трансмісії та батареї, коливається від 248 миль (399 км) («Плюс, стандартний діапазон») до 292 миль (470 км) («Еко, розширений діапазон»)  за циклом WLTP.  Для Сполучених Штатів батареї орендуються окремо від транспортного засобу, щоб зменшити витрати на купівлю та зменшити занепокоєння щодо погіршення якості тягової батареї. Компанія VinFast заявила, що замінить орендовану батарею, якщо вона впаде нижче 70% початкової ємності. Згодом VinFast планує пропонувати автомобіль з купленим акумулятором.   

### Дефекти
Один із власників VinFast VF 8 заявив, що він вирушив у коротке відрядження, залишивши свою машину із зарядом батареї в 82%, а коли повернувся, то не зміг запустити її, оскільки рівень заряду становив уже 1%. Куди пішла енергія і які системи автомобіля виявилися настільки енерговитратними в сплячому режимі, неясно, але VinFast забрав машину і відремонтував її за 2 тижні, після чого повернув господареві.   
Одночасно кілька власників вказали, що цифровий інтерфейс автомобіля може зависнути під час руху і не реагує на команди, а через якийсь час знову вмикається, як ні в чому не бувало.   
Інший покупець зазначив, що в його машині в один момент спалахнув «чек», після якого клімат-контроль почав подавати гаряче повітря замість холодного. В даному випадку виробник теж взявся відремонтувати автомобіль, і на це йому пішло 11 днів.
У квітні в Плезантоні (Каліфорнія), Тарун і Рінсі Джордж та їхні двоє дітей дев’яти та тринадцяти років загинули, коли електромобіль, на якому вони їхали, врізався в дуб і загорівся. Після аварії місцева поліція заявила, що інших транспортних засобів не було задіяно, і що швидкість могла зіграти роль в аварії. За інформацією Reuters, власник автомобіля сказав, що раніше у нього були проблеми з кермом кросовера, і він був стурбований тим, що ця проблема могла стати причиною смертельної аварії. Він стверджував, що автомобіль намагався самостійно повернути вправо, але тоді він зміг відновити керування.
284 екземпляри VinFast VF 8 необхідно відкликати для модернізації. Виявилося, що ці електричні кросовери оснащені непридатними подушками безпеки. Якось у серійні VF 8 потрапили компоненти, призначені для передсерійних прототипів. Вони не мали опинитися у покупців.

### Краш-тест
В 2023 році VinFast VF 8 пройшов краш-тест Euro NCAP на 4 зірки:

## Рецепція
VinFast VF 8 отримав широку негативну реакцію після того, як прес-автомобілі стали доступними для автомобільних журналістів у Сполучених Штатах. Кілька відомих і широко опублікованих автомобільних журналістів і автомобільних критиків дали VF8 погані оцінки практично за всіма показниками.
Кевін Вільямс з Jalopnik їздив на передсерійній моделі VF 8, яка на той час отримала дозвіл на продаж у В’єтнамі. Вільямс зауважив, що автомобіль «відчував себе повільно», з непослідовною продуктивністю між окремими автомобілями. Він дуже критично ставився до їзди автомобіля та керованості, з явно поганим контролем підвіски та несприйнятливим кермом. Він дійшов висновку, що VF 8 — це «недоопрацьований, незавершений продукт, який, відверто кажучи, став би збентеженням на будь-якому ринку».   
Брайан Вонг з Green Car Reports також випробував передсерійну модель: він описав автомобіль як такий, що має помітний крен кузова, погану ефективність гальмування та погану настройку дросельної заслінки.
Пізніше Emme Hall із Green Car Reports випробувала серійну модель і відзначила низьку якість збірки автомобіля, а також знову описала погану роботу підвіски та гальмування.  
Проте Холл похвалив інформаційно-розважальну систему VF 8 як добре організовану та чутливу, а також похвалив VinFast за її 10-річну гарантію. Холл дійшов висновку, що якби VinFast взяв повільніший термін для вирішення проблем VF 8, «у нього насправді міг би бути гідний автомобіль». 
Рецензент Road & Track Мак Хоган також критикував VF 8 за низьку якість збірки та стверджував, що VF 8 має найгіршу якість їзди та кермування з усіх автомобілів, які він переглядав. Хоган також скаржився на погану ефективність гальмування та постійні сигнали тривоги від функцій допомоги водієві автомобіля.
Скотт Еванс, який пише для MotorTrend, сказав майже те ж саме, знову скаржачись на низьку продуктивність і численні несправні системи та засоби допомоги водієві, а також описуючи суперечливу та низьку якість збірки свого автомобіля та автомобілів інших журналістів.  
Еванс зазначив, що більшість проблем, які він відчував з VF 8, теоретично можна було б усунути за допомогою оновлення програмного забезпечення, але такі проблеми, як погана підвіска, незручний інтер’єр і низька якість збірки, можна було б вирішити лише за допомогою змін на заводі. Однак Еванс похвалив внутрішній простір автомобіля, його адаптивний круїз-контроль і допомогу в рульовому керуванні, і сказав, що проекційний дисплей і інформаційно-розважальна система були вражаючими, але могли б бути краще організовані. На відміну від інших рецензентів, він сказав, що гальмівна продуктивність VF 8 була «вражаюче хорошою», і сказав, що автомобіль має набагато кращий діапазон, ніж рекламується. Еванс дійшов висновку, що VinFast «має правильну ідею», але йому було б «соромно дивитися в очі клієнту, коли він передає ключі від цього автомобіля» в його поточному стані.
Огляд Стівена Юінга для InsideEVs також описав низьку якість збірки, розкритикував організацію елементів керування в інформаційно-розважальній системі та поскаржився на дратівливі та постійні сповіщення про допомогу водієві. Він також розкритикував підвіску та рульове управління VF 8.
Езра Драйер з Car and Driver також зазначив, що VF 8 продемонстрував кращий запас ходу, ніж рекламувався, і високо оцінив гарантію VinFast, але також поскаржився на нестандартну збірку та якість їзди. Драйер дійшов висновку, що недоліки автомобіля можна було б пробачити, якби він був «весело недорогим», але вони були неприйнятними з огляду на запитувану ціну. 